# Virchow BioTech
Virchow BioTech est une société pharmaceutique indienne,.
À la mi-mars 2021, le Russian Direct Investment Fund (RDIF) annonce avoir signé une entente de production de 200 millions de doses avec Virchow BioTech par année.